# Файрбрейс, Айзая
Айза́я Файрбрейс (или Исайя Фаербрейс, англ. Isaiah Firebrace), также известный как Айза́я (англ. Isaiah); 21 ноября 1999 года, Моама, Новый Южный Уэльс, Австралия) — австралийский певец, победитель восьмого сезона The X Factor Australia в 2016 году. 7 марта 2017 было объявлено, что он представит Австралию на конкурсе песни Евровидение 2017 с поп-балладой «Don’t Come Easy» авторства Энтони Эгизи, Дэвида Мьюсемеки и Дэвида Анджело.

## The X Factor Australia
Айзая прошёл прослушивание в восьмом сезоне The X Factor Australia, исполнив песню «Hello» певицы Адели. Он добрался до большого финала, пройдя через сито живых выступлений. Финал состоялся 21 ноября 2016 года, где Файрбрейс исполнил «Halo Бейонсе», «Wake Me Up» Авичи, а также исполнил сингл «It’s Gotta Be You», написанный специально для него Энтони Эгизи и Дэвидом Мьюсемеки. Песня не только привела Исайю к победе в шоу, но и принесла ему 26-е место в ARIA Charts. Он также отметился в музыкальных чартах Дании, Нидерландов, Новой Зеландии и Швеции (где претендует на статус платинового). Он выпустил свой дебютный студийный альбом Isaiah 9 декабря 2016 года. Альбом достиг 12-го места в австралийском чарте альбомов.

## Евровидение 2017
На Евровидении Айзая исполнил песню «Don’t Come Easy» — балладу о мечте и борьбе за неё. Презентация песни прошла на закрытом показе в Мельбурне, после чего была отправлена на отборочный этап.
Успешно пройдя в финальный этап конкурса, Айзая получил 171 очко от членов жюри 30 стран, что обеспечило ему 4 место, но во время голосования зрителей сумел получить поддержку только от одной страны — Дании — всего 2 балла, и с суммой в 173 очка финишировал на 9-м месте.

## Интересы и увлечения
Всё своё время Айзая посвящает музыке. По его словам, наибольшее влияние на него оказала Мерайя Кэри, с которой Файрбрейс хочет когда-нибудь спеть дуэтом.